# Onthophagus cuspidatus
Onthophagus cuspidatus là một loài bọ cánh cứng trong họ Bọ hung (Scarabaeidae).